# Nervia
El Nervia es un río o torrente de Italia que discurre íntegramente por la provincia de Imperia de la región de Liguria. Es un corto río costero de la riviera de Poniente de 28,3 km de recorrido.
Nace en el monte Pietravecchia con el nombre de Valun de Tane ("torrentino de Tane"), en el término municipal de Pigna, donde atraviesa primero la fracción geográfica de Buggio y luego la capital municipal, marcando a medio camino entre ambas localidades el límite municipal con Castel Vittorio. Posteriormente atraviesa Isolabona, Dolceacqua y Camporosso. Su desembocadura tiene lugar en el mar de Liguria, 2 km al este de la del río Roya, marcando el Nervia en su último tramo el límite entre las urbanizaciones marítimas de Camporosso y la colindante ciudad de Ventimiglia.
Sus principales afluentes son el torrente Barbaira por la derecha y el Merdanzo por la izquierda.
En la zona de su desembocadura hay un área protegida de 44 hectáreas conocida como el Oasis del Nervia.